# Kalophrynus interlineatus
Kalophrynus interlineatus е вид земноводно от семейство Microhylidae.

## Разпространение
Видът е разпространен във Виетнам, Камбоджа, Китай, Лаос, Мианмар, Тайланд и Хонконг.